# Municipio de Lincoln (condado de Lawrence)
El municipio de Lincoln (en inglés: Lincoln Township) es un municipio ubicado en el condado de Lawrence en el estado estadounidense de Misuri. En el año 2010 tenía una población de 1664 habitantes y una densidad poblacional de 14,05 personas por km².

## Geografía
El municipio de Lincoln se encuentra ubicado en las coordenadas 37°14′4″N 93°48′8″O / 37.23444, -93.80222. Según la Oficina del Censo de los Estados Unidos, el municipio tiene una superficie total de 118.42 km², de la cual 118,22 km² corresponden a tierra firme y (0,16 %) 0,19 km² es agua.

## Demografía
Según el censo de 2010, había 1664 personas residiendo en el municipio de Lincoln. La densidad de población era de 14,05 hab./km². De los 1664 habitantes, el municipio de Lincoln estaba compuesto por el 97,18 % blancos, el 0,36 % eran afroamericanos, el 0,72 % eran amerindios, el 0,36 % eran asiáticos, el 0,78 % eran de otras razas y el 0,6 % eran de una mezcla de razas. Del total de la población el 2,16 % eran hispanos o latinos de cualquier raza.